# Emily Sweeney
Emily Sweeney (Portland, 16 marzo 1993) è una slittinista statunitense.
È sorella di Megan, a sua volta slittinista di alto livello.

## Biografia
Ha iniziato a gareggiare per la nazionale statunitense nelle varie categorie giovanili, ottenendo, quali migliori risultati, il terzo posto nella classifica finale della Coppa del Mondo juniores nel 2011/12, nonché due medaglie ai campionati mondiali juniores a Park City 2013: quella d'oro nel singolo e quella di bronzo nella gara a squadre.

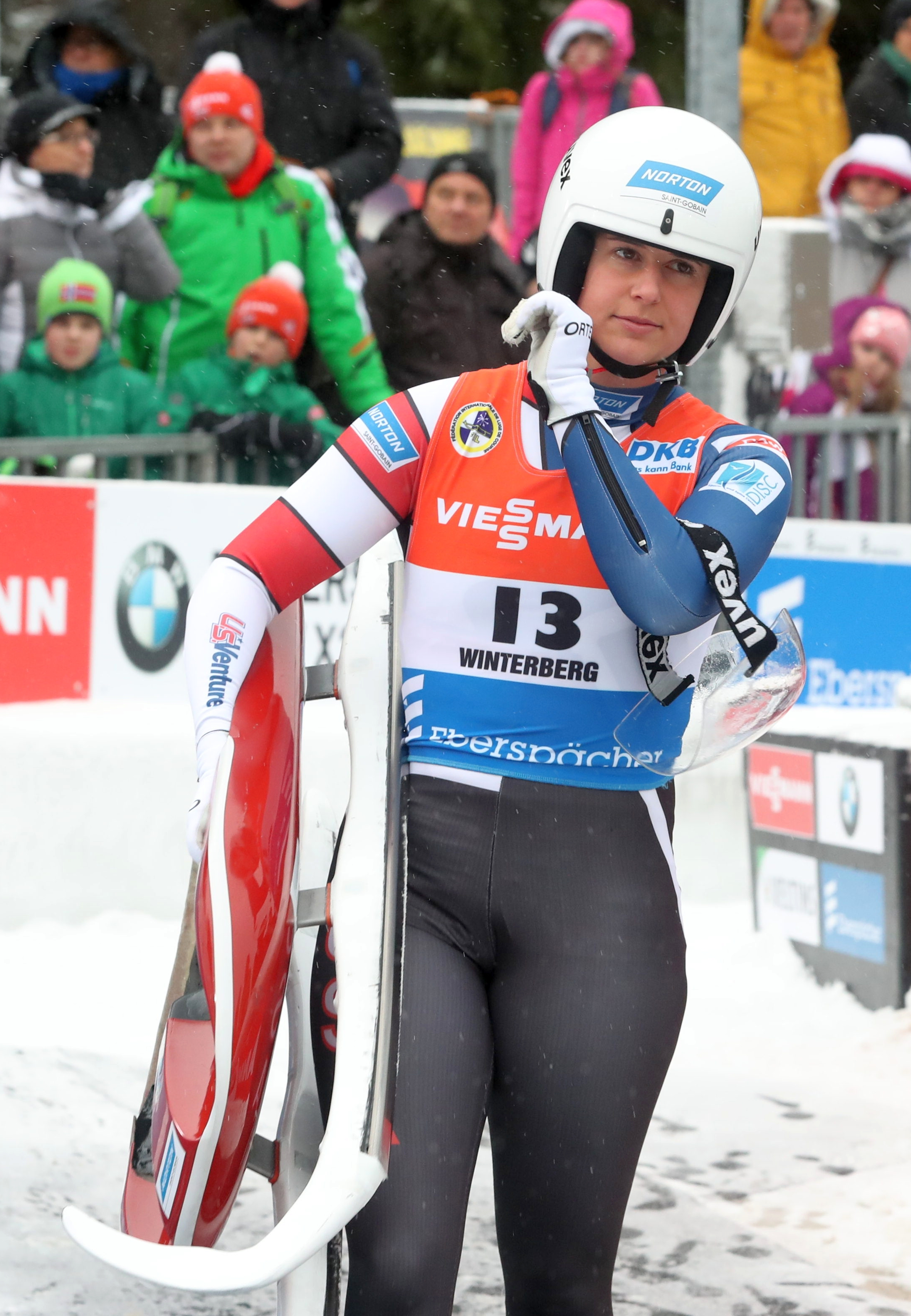
Emily Sweeney a Winterberg nel 2017

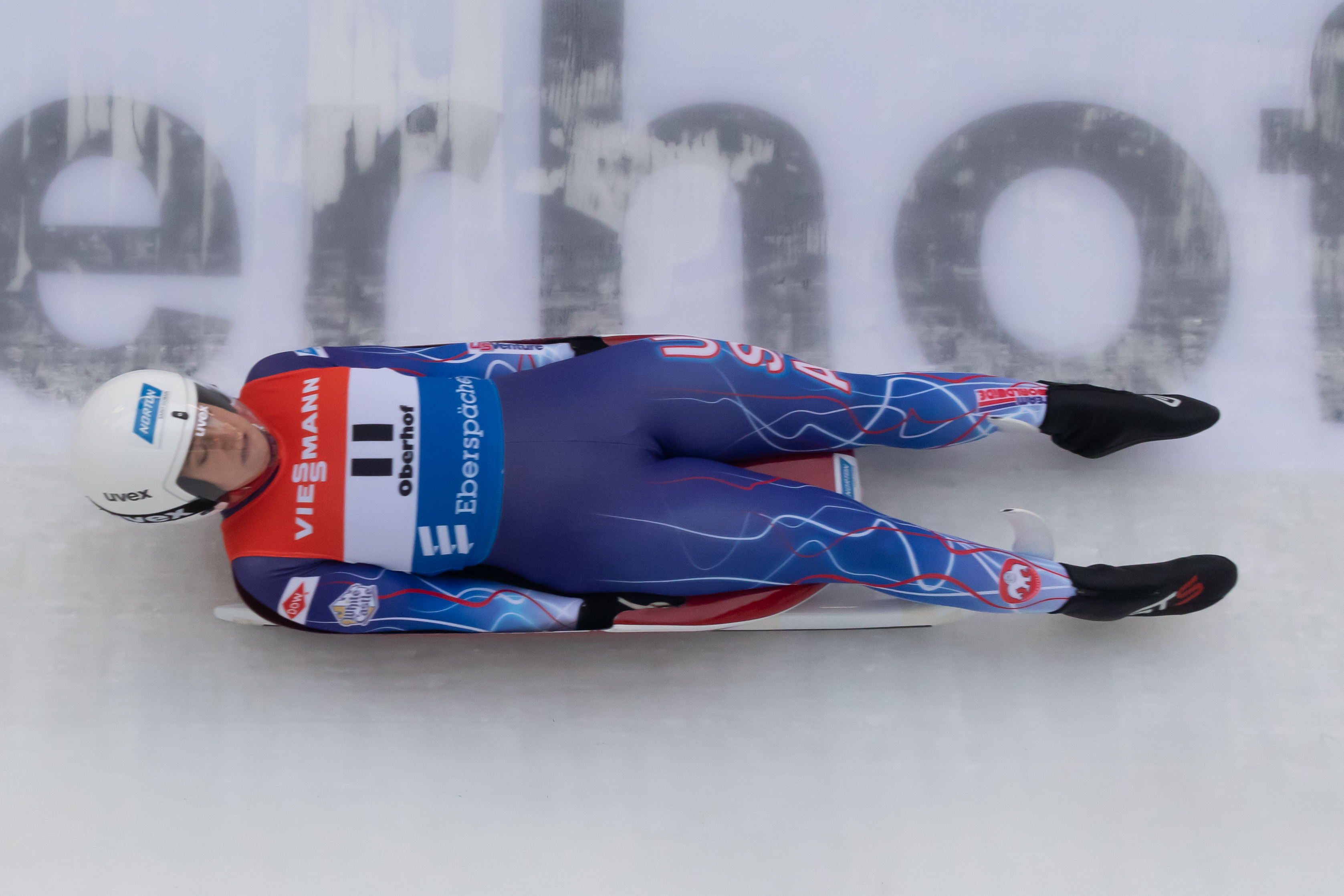
Emily Sweeney in gara a Oberhof nel 2020

A livello assoluto ha esordito in Coppa del Mondo nella stagione 2009/10; ha conquistato il primo podio il 4 gennaio 2015 nella gara a squadre a Schönau am Königssee (2ª) e la sua prima vittoria il 26 novembre 2017 a Winterberg nel singolo sprint. In classifica generale come miglior risultato si è piazzata all'ottavo posto nel 2015/16; nella specialità del singolo.
Ha preso parte a una edizione dei Giochi olimpici invernali, a Pyeongchang 2018, occasione in cui non è riuscita a portare a termine la prova nel singolo.
Ha partecipato altresì a sei edizioni dei campionati mondiali conquistando una medaglia. Nel dettaglio i suoi risultati nelle prove iridate sono stati, nel singolo: ventiduesima a Whistler 2013, ventiduesima a Sigulda 2015, quattordicesima a Schönau am Königssee 2016, quindicesima a Igls 2017, medaglia di bronzo a Winterberg 2019 e settima a Schönau am Königssee 2021; nel singolo sprint: quarta a Igls 2017, quarta a Winterberg 2019; nelle prove a squadre: sesta a Winterberg 2019.
Ai campionati pacifico-americani ha conquistato una medaglia d'oro nel singolo a Lake Placid 2019 e due d'argento nel 2015 e nel 2017.

## Palmarès

### Mondiali
- 3 medaglie:
  - 1 argento (staffetta mista singolo a Wisthler 2025);
  - 2 bronzi (singolo a Winterberg 2019; singolo a Wisthler 2025).

### Pacifico-americani
- 7 medaglie:
  - 4 ori (singolo a Lake Placid 2019; singolo a Whistler 2020; singolo a Park City 2023; singolo a Whistler 2024);
  - 3 argenti (singolo a Lake Placid 2015; singolo a Park City 2017; doppio a Park City 2023).

### Mondiali juniores
- 2 medaglie:
  - 1 oro (singolo a Park City 2013);
  - 1 bronzo (gara a squadre a Park City 2013).

### Coppa del Mondo
- Miglior piazzamento in classifica generale di Coppa del Mondo nel singolo: 5ª nel 2022/23.
- Miglior piazzamento in classifica generale di Coppa del Mondo nel doppio: 9ª nel 2022/23.
- 23 podi (9 nel singolo, 7 nel singolo sprint, 1 nelle staffette miste singolo, 6 nelle gare a squadre):
  - 1 vittoria (nel singolo sprint);
  - 13 secondi posti (6 nel singolo, 3 nel singolo sprint, 1 nelle staffette miste singolo, 3 nelle gare a squadre);
  - 9 terzi posti (3 nel singolo, 3 nel singolo sprint, 3 nelle gare a squadre).

#### Coppa del Mondo - vittorie
| Data             | Luogo      | Paese    | Disciplina     |
| ---------------- | ---------- | -------- | -------------- |
| 26 novembre 2017 | Winterberg | Germania | Singolo sprint |

### Coppa del Mondo juniores
- Miglior piazzamento in classifica generale nel singolo: 3ª nel 2011/12.

### Coppa del Mondo giovani
- Miglior piazzamento in classifica generale nel singolo: 4ª nel 2007/08.